# Ciclone Eloise
O ciclone tropical Eloise foi o ciclone tropical mais forte a impactar Moçambique desde o ciclone Kenneth em 2019. A sétima depressão tropical, a quinta tempestade nomeada e o segundo ciclone tropical severo da temporada de ciclones no Índico Sudoeste de 2020-2021, uma perturbação na porção central da bacia do Sudoeste do Oceano Índico que se transformou em uma depressão tropical em 16 de janeiro, e se intensificou em uma tempestade tropical em 17 de janeiro, embora a tempestade tivesse organização limitada. No dia seguinte, a tempestade entrou em um ambiente favorável, e logo se intensificou para uma forte tempestade tropical em 18 de janeiro. No final do dia 19 de janeiro, Eloise atingiu o norte de Madagáscar como uma tempestade tropical moderada, trazendo consigo fortes chuvas e inundações moderadas. A tempestade atravessou a ilha de Madagáscar e entrou no Canal de Moçambique nas primeiras horas do dia 21 de Janeiro. Depois de se mover para sudoeste através do Canal de Moçambique por mais 2 dias, Eloise se fortaleceu em um ciclone equivalente a Categoria 1, devido ao baixo cisalhamento do vento e altas temperaturas da superfície do mar. No início de 23 de janeiro, Eloise atingiu o pico como uma categoria Ciclone tropical equivalente a 2 na escala Saffir-Simpson quando o centro da tempestade começou a se mover para a costa de Moçambique. Pouco depois, Eloise atingiu a costa logo ao norte da Beira, em Moçambique, antes de enfraquecer rapidamente. Subsequentemente, Eloise enfraqueceu numa baixa remanescente sobre terra em 25 de janeiro.
Os preparativos para o avanço da tempestade ocorreram em Madagáscar antes do desembarque de Eloise e em vários outros países africanos. Para Madagáscar, avisos e alertas generalizados foram emitidos conforme a tempestade se aproximava do norte de Madagáscar. Para Moçambique, altos alertas foram colocados em prática para partes centrais do país. Equipes humanitárias foram preparadas para responder após a passagem das tempestades. O porto da Beira estará fechado por cerca de 40 horas, e suprimentos limitados de itens não alimentares de emergência foram fornecidos. Muitas famílias estão atualmente abrigadas em barracas em centros de acomodação, aguardando kits de alimentação, higiene e proteção COVID-19. Autoridades no Zimbábue alertaram sobre ravinas e enchentes que podem causar danos à infraestrutura. Espera-se que várias províncias do norte da África do Sul experimentem fortes chuvas, o que gerou graves alertas de risco para eles. As equipas de gerenciamento de desastres foram colocadas em alerta máximo antes da tempestade.
Inundações extremas ocorreram em todo o centro de Moçambique, com muitas áreas já sendo inundadas devido às fortes chuvas contínuas semanas antes da chegada de Eloise. Mais de 100.000 pessoas foram deslocadas e as barragens estavam em um ponto crítico. A infraestrutura sofreu um forte golpe. Aproximadamente 100.000 pessoas foram evacuadas até 23 de janeiro, embora o número possa crescer para 400.000. Inundações e danos foram menos do que temidos.  Abrigos fracos montados para o ciclone foram danificados ou destruídos. Beira foi completamente inundada e os impactos foram comparáveis aos do Ciclone Idai, apesar de serem muito menos severas. As terras agrícolas também foram danificadas. Equipas foram enviadas para avaliar os danos e os tempos de reparação. Dezasseis mortes foram confirmadas, com uma em Madagáscar, nove em Moçambique, três em Zimbabúe, quatro na África do Sul, e duas em Eswatini. 4 pessoas ainda continuam desaparecidas.

## História meteorológica
Em 14 de janeiro, uma zona de mau tempo formou-se sobre o centro do Oceano Índico Sul, a leste de outro sistema e gradualmente se organizou enquanto se movia para oeste. Em 16 de janeiro, o sistema se organizou em uma depressão tropical. Com a presença de convecção profunda persistente, em 17 de janeiro o sistema fortaleceu-se para Tempestade Tropical Moderada Eloise. Inicialmente, Eloise lutou para se desenvolver ainda mais com a presença de forte cisalhamento leste e ar seco, o que causou o deslocamento da atividade da tempestade de Eloise para oeste. Apesar da presença desse cisalhamento e do ar seco de nível médio, Eloise logo começou a se intensificar ainda mais, com a convecção envolvendo uma feição de olho e o fluxo se tornando cada vez mais definido, marcando a intensificação de Eloise em uma forte tempestade tropical em 19 de janeiro, enquanto se dirigia para o oeste para Madagascar.  Esta tendência de intensificação não durou muito tempo, pois Eloise fez uma pequena curva para o norte e então atingiu Antalaha, Madagáscar, enquanto enfraquecia de volta para uma tempestade tropical moderada, devido à interação terrestre com as montanhas de Madagáscar. No dia seguinte, Eloise enfraqueceu para uma depressão tropical devido à interação com a terra, com convecção profunda sobre o seu centro enfraquecido, embora mantivesse convecção ativa sobre o semicírculo norte.

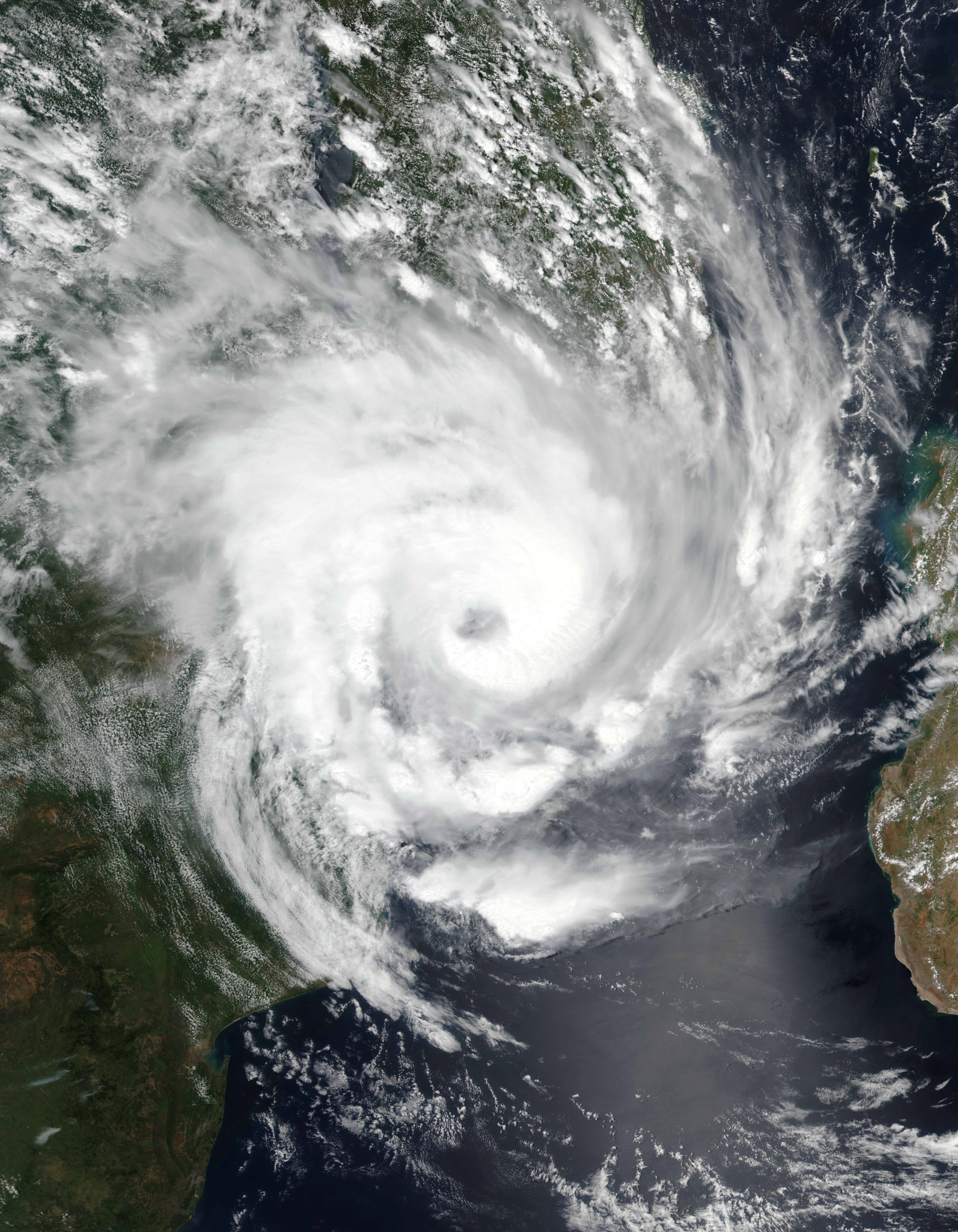
Eloise aproximando-se de Moçambique dem 22 de janeiro de 2021

Em 20 de janeiro, Eloise emergiu no Canal de Moçambique. Ainda no Canal de Moçambique, Eloise começou a reintensificar, com águas quentes, um ambiente humido, pouco cisalhamento e boa divergência para o equador contribuindo para o reforço da tendência da tempestade. No entanto, alguma convergência de nível superior impedia a convecção de se desenvolver rapidamente, embora todos os outros fatores fossem relativamente favoráveis. Logo depois, a convergência do nível superior começou a diminuir, permitindo que o sistema começasse a se fortalecer. Em 21 de janeiro, o escoamento de Eloise tornou-se robusto, embora a sua intensidade fosse limitada, devido à interação terrestre no semicírculo norte da tempestade, tendo os ventos mais fortes no quadrante sudeste e apresentando ventos muito mais fracos em outros lugares. Apesar da interação sustentada com a terra, Eloise se fortaleceu, melhorando o fluxo de saída para os pólos e os recursos de bandas bem embrulhados em um olho pequeno. No dia 22 de janeiro, a Eloise melhorou significativamente na organização enquanto se movia para sudoeste pelo Canal de Moçambique. Mais tarde naquele dia, Eloise se fortaleceu em uma ciclone tropical equivalente a categoria 1 na Escala de Furacões de Saffir – Simpson (SSHWS), à medida que se aproximava da costa de Moçambique. No início de 23 de janeiro, Eloise fortaleceu-se ainda mais e atingiu o pico como uma ciclone tropical equivalente de categoria 2, com ventos sustentados de 10 minutos de 150 km/h (93 mph), ventos sustentados de 1 minuto de 155 km/h (96 mph), e uma pressão central mínima de 967 mbar (28.6 inHg), quando a parede do olho da tempestade começou a se mover para a costa. Logo depois, Eloise fez landfall logo ao norte da Beira, Moçambique, na mesma intensidade, embora as condições atmosféricas fossem relativamente favoráveis.  No início de 23 de janeiro, Eloise se fortaleceu ainda mais e atingiu o pico como uma categoria Ciclone tropical de 2 equivalentes, com ventos sustentados de 10 minutos de 150 km/h (90 mph), ventos sustentados de 1 minuto de 165 km/h (105 mph) e uma pressão central mínima de 967 mbar (28.6 inHg), quando a parede do olho da tempestade começou a se mover para a costa. Pouco depois, Eloise fez desembarque (landfall) ao norte da Beira, Moçambique, com a mesma intensidade.  Após o landfall, Eloise deteriorou-se rapidamente, com a tempestade voltando a se tornar uma tempestade tropical moderada em 12 horas.  Conforme a tempestade avançava para o interior, Eloise enfraquecia rapidamente, devido à interação com o terreno acidentado e o ar seco.  Mais tarde naquele dia, Eloise enfraqueceu em uma depressão tropical.

## Preparações

### Madagáscar
Antes do desembarque, agentes humanitários e autoridades em Madagáscar coordenaram as atividades de preparação. Uma reunião foi organizada em 19 de janeiro pelo Escritório Nacional de Gestão de Riscos e Desastres (BNGRC) para se preparar para avaliações e respostas potenciais. As autoridades elaboraram planos, incluindo planos de contingência, planos de evacuação, centros de operação de emergência e sistema de alerta precoce no nível da comunidade. Avaliações aéreas usando fotos e sistema de geo-referênciação também foram planeadas para o impacto da tempestade.  O plano de contingência local na parte nordeste do país e o sistema de alerta precoce no nível da comunidade foram ativados. Os estoques de emergência estão disponíveis em muitos distritos nas áreas de maior risco. Em 18 de janeiro, o Sistema de Coordenação e Alerta de Desastre Global (GDACS) deu à tempestade um alerta verde, que apontou para um impacto de vento de 0,5. No dia seguinte, o GDACS atualizou o alerta de tempestade para um alerta laranja, que apontava para um impacto de vento maior de 1,5. Com Eloise aumentando as chuvas fortes, deslizamentos de terra, enchentes repentinas e inundações generalizadas eram esperados. Além disso, ondas de 6 m (20 ft) eram esperados na Baía de Antangil.

### Moçambique
De acordo com o Instituto Meteorológico Nacional de Moçambique (INAM), esperava-se que Eloise atingisse terra (landfall) algures entre as províncias de Inhambane e Gaza. Funcionários do governo colocaram as bacias de Inhanombe e Mutamba no sul de Moçambique e Buzi e Pungoe no centro de Moçambique em alerta máximo. O recém-criado Instituto Nacional de Gestão e Redução de Risco de Desastres (INGD) - que substituiu o antigo Instituto Nacional de Gestão de Desastres (INGC) - acompanhou de perto a trajetória de Eloise e trabalhou com parceiros humanitários para se preparar para qualquer resposta necessária. No meio da tarde de 22 de janeiro, as lojas em Beira foram fechadas e várias ruas foram inundadas com as chuvas trazidas pela tempestade que se aproximava. O porto da Beira permaneceu fechado por cerca de 40 horas na expectativa de ventos perigosos e chuvas torrenciais. Um suprimento limitado de itens de emergência havia sido armazenado na cidade. Centenas de famílias foram evacuadas para dois centros de acomodação e estão abrigadas em tendas. Os abrigos carecem de kits de alimentação e higiene, além de proteção COVID-19. O Instituto Nacional de Gestão e Redução do Risco de Desastres (INGD) de Moçambique informou que cerca de 3.000 pessoas foram evacuadas do Distrito do Buzi.

### Zimbábue
O Departamento de Serviços Meteorológicos do Zimbábue informou sobre chuvas contínuas de 14 a 20 de janeiro em todo o país, que em algumas áreas poderia resultar em inundações de ravinas, inundações repentinas e subsequentes danos a casas, estradas, esgotos e outras infraestruturas públicas. No caso de Eloise causar mais danos do que o esperado, os parceiros humanitários se reuniram com o DCP em 22 de janeiro para discutir as medidas de preparação. O plano de contingência interagências estava quase sendo finalizado e os colegas estavam sendo pré-identificados para possível implantação durante as avaliações, se necessário.
De acordo com o Serviço de Meteorologia da África do Sul, o norte de Limpopo, Mpumalanga e o norte de KwaZulu deviam ser afetados por fortes chuvas que podiam durar até segunda-feira. Advertências de risco grave foram emitidas para as áreas. Inundações generalizadas e danos à infraestrutura relacionados à água eram esperados. Sipho Hlomuka, uma governança cooperativa e assuntos tradicionais para KwaZulu-Natal, colocou as equipes de gestão de desastres em alerta máximo.
Em Eswatini, a Agência Nacional de Gestão de Desastres (NDMA) determinou que o norte e o leste de Eswatini podiam ser veneráveis ao ciclone Eloise, com áreas de grande altitude de grande foco. Foram iniciados sistemas de alerta precoce, elaborados planos de evacuação para centros de evacuação, além de outras medidas necessárias. O Conselho Municipal de Informação Pública de Mbabane afirma que os esgotos foram limpos para evitar inundações e que foram identificadas árvores que ameaçavam estruturas e pessoas.
Tanto o Departamento de Mudanças Climáticas e Serviços Meteorológicos no Malawi como em Moçambique notaram que o Malawi não será diretamente afetado pela Eloise, mas irá criar alguma chuva. Além disso, as autoridades emitiram avisos sobre chuvas fortes e ventos fortes.

## Impacto

### Madagáscar
Em 19 de janeiro, Eloise atingiu a costa na cidade de Antalaha, no nordeste de Madagáscar, como uma tempestade tropical. Eloise gerou fortes chuvas, que podem gerar inundações e deslizamentos de terra no norte de Madagáscar. Météo-France observou em 20 de janeiro que as acumulações de 100 mm a 150 mm eram possíveis em 24 horas para as regiões do noroeste de Madagáscar. A partir das 18:00 UTC de 19 de janeiro, as autoridades emitiram um alerta vermelho (perigo iminente) para as regiões de Sava, Analanjirofo, Bealanana, Befandriana Avaratra e Mandritsara e um alerta amarelo (ameaça) para Toamasina I-II e Alaotra. Todos os avisos meteorológicos foram suspensos em Brickaville, Vatomandry, Mahanoro e Moramanga.  Ventos fortes, atingindo quase a força do vendaval 64 km/h (40 mph) espalhados de norte a sul ao longo da costa noroeste de Madagáscar.  Passando por Madagáscar, Eloise intensificou alguns ventos de monção, gerando chuvas de até 200 mm em alguns lugares. Eloise saiu de Madagáscar em 21 de janeiro, deixando uma pessoa morta no país.

### Moçambique
Poucas semanas depois que a tempestade tropical Chalane atingiu o país de forma significativa, de acordo com o departamento meteorológico da África do Sul, Eloise atingiu o continente por volta das 2h30 CAT com velocidade de vento de 160 quilômetros por hora (99 mph). Devido às inundações, os carros ficaram submersos na água; paredes de alguns edifícios baixos desabaram e faixas de terra foram inundadas na Beira. O fornecimento de energia à Beira foi interrompido quando Eloise danificou as linhas de energia e arrancou alguns postes de eletricidade, observou a empresa de energia EDM.
A IOM Moçambique também informou que devido às fortes chuvas e descarga de água da barragem de Chicamba e do reservatório de Manuzi, 19.000 pessoas foram afetadas.
Pelo menos três pessoas morreram até essa época no país. Desde o início das fortes chuvas em 15 de janeiro, 21.500 pessoas foram afetadas e mais de 3.900 acres de terras agrícolas foram danificadas ou destruídas. De acordo com a análise preliminar de satélite da UNOSAT que pesquisou as províncias de Sofala e Manica, cerca de 2.200 km2 de terra pareciam estar inundados, sendo a Cidade da Beira, Buzi e Nhamatanda o maior número de pessoas potencialmente expostas às inundações. Além disso, a chuva afetou 100.000 em locais de reassentamento de Beria, que foram afetados pelo ciclone Idai um ano atrás e pela tempestade tropical Chalane apenas algumas semanas antes. Algumas das áreas mais atingidas, como o Distrito do Buzi, fora da Beira, já estavam submersas por dias de fortes chuvas antes da chegada do ciclone, com as cheias a consumir campos e a correr pelas ruas das aldeias.
Antes do desembarque, 4.000 agregados familiares foram afectados pelas cheias no Buzi, outros 266 em Nhamatanda e 326 na Beira. As províncias de Inhambane, Manica, Niassa, Sofala, Tete e Zambézia já receberam entre 200–300 mm (7.9–11.8 in) de chuva desde 9 de janeiro. Isso piorou depois que Eloise chegou ao continente. As barragens chegaram a um ponto crítico, o que levantou a preocupação de que possam piorar ainda mais as enchentes nas áreas afetadas.  Painéis publicitários foram derrubados devido ao vento e os rios transbordaram das suas margens na região. Existia medo de perder safras, já que as enchentes danificaram ou destruíram terras agrícolas.

### Em outro lugar
Devido à chuva forte e persistente, as áreas baixas do Limpopo viram inundações moderadas e detritos, o que causou o fechamento de algumas estradas. O rio Mufongodi transbordou. Ventos fortes derrubaram árvores. Felizmente, os municípios dos distritos de eThekwini e uMgungundlovu tiveram apenas chuvas moderadas. As equipes de gestão de desastres relataram que os assentamentos KwaZulu-Natal, como Jozini, já estavam sofrendo inundações. Julius Mahlangu, um analista do SAWS, disse que as chuvas deviam cessar na manhã de segunda-feira.

## Rescaldo

### Moçambique
Equipes foram enviadas em 23 de janeiro para avaliar os danos nas linhas de transmissão e postes e para calcular os tempos de reparação. As autoridades provinciais afirmaram que o bairro da Munhava e a Praia Nova são áreas de preocupação. A preocupação mais imediata é a chance de inundações significativas continuarem por vários dias, o que poderia prejudicar gravemente os esforços de socorro e prolongar os efeitos trazidos pelo ciclone.  O presidente Filipe Nyusi deve viajar para as áreas afetadas. Mais de 200.000 pessoas podiam estar afetadas somente no país. Os trabalhadores humanitários estavam de prontidão.  O UNFPA preparou-se para entregar sete tendas para servir como centros de saúde temporários, bem como espaços para mulheres. Eles também estavam de prontidão para distribuir 500 kits de dignidade contendo itens essenciais para mulheres e meninas vulneráveis. Eles também estavam se concentrando em respostas para ajudar a mitigar a violência de genéro.  Pelo menos 8.000 pessoas foram deslocadas.  Mais de 20 centros de acomodação foram abertos para as pessoas se abrigarem.  Esse número então aumentou para 32.  A FICV África enviou cerca de 360.000 francos suíços para um fundo de ajuda humanitária às famílias afetadas.  Nove centros de acomodação ativados nos distritos de Dondo e Muasa foram desativados pelo INGD. Alimentos, tendas, água potável, kits de higiene e muitos outros itens eram de necessidade crítica quando a tempestade passou.
Até 10 pessoas viviam dentro de algumas tendas de emergência ao mesmo tempo. Mais de 8.700 pessoas viviam em 16 abrigos temporários no porto da Beira, devido aos danos de Eloise. O Ministério das Relações Exteriores do Reino Unido disse em 26 de janeiro que iria doar £ 1 milhão para ajudar na recuperação de Moçambique. Eles também estavam enviando uma equipa de trabalhadores humanitários para avaliar os danos e as necessidades humanitárias.  O número de afetados foi de 248.481, com 16.693 deslocados, segundo dados divulgados pelo INGD, com um total de 17.000 casas. Teme-se que a colheita de Moçambique em abril seja afetada devido às colheitas inundadas. Isso aumentou a preocupação de que as famílias não seriam capazes de ter alimentação adequada por muito mais tempo do que o inicialmente previsto.
Previa-se que as cheias na bacia do baixo Limpopo no país atingissem o seu pico por volta de 26 ou 27 de janeiro, de acordo com a FCDO.  O IOM forneceu sabão e uma quantidade limitada de máscaras de tecido para os mais vulneráveis. Eles também tentaram dar informações sobre o distanciamento social, mas as circunstâncias da época mostraram-se difíceis. O PMA informou que tinha mais de 640 toneladas métricas de alimentos disponíveis no seu armazém na Beira. A comida seria originalmente usada como parte da sua resposta contínua à temporada de escassez, mas foi usada para alimentar os necessitados após a passagem do ciclone.
O Primeiro-Ministro Carlos Carlos Agostinho do Rosário visitou a província de Sofala no dia 25 de Janeiro, e apelou aos moradores residentes em áreas com risco de ainda mais cheias a evacuarem para locais mais seguros. Um sobrevivente de Guará Guará afirmou que não havia espaço onde se pudesse fazer agricultura. Disseram também que o distrito do Buzi tinha solo bom, e que as pessoas podiam instalar quintas no distrito e regressar a Guará Guará durante a época das chuvas em Março.  Mais de 90.000 crianças foram afetadas.  O apoio psicossocial também foi de grande importância.  O UNICEF distribuiu itens domésticos e de higiene básicos pré-posicionados, produtos de purificação de água e lonas para até 20.000 pessoas.

#### Doença e risco de propagação
Devido às condições trazidas pela tempestade, foi necessário tratamento para malária e diarreia aquosa aguda.  As crianças também corriam o risco de espalhar doenças. A cólera, uma doença que afeta a África há muitas décadas, era um risco para os abrigados. As equipas de emergência do UNICEF trabalharam com governos e parceiros para fornecer proteção contra infeções, como água potável.  Os trabalhadores humanitários alertaram que o COVID-19, devido ao distanciamento social e à limpeza sendo ignorados, poderia se espalhar rapidamente e ainda mais lento o alívio. Marcia Penicela, gerente de projeto da ActionAid Moçambique, pediu que as pessoas fossem retiradas do perigo do vírus e atendidas as suas necessidades maiores.  Os materiais de proteção COVID-19 foram fundamentais.  Havia grande preocupação para os doentes crónicos, pois não conseguiam reunir seus medicamentos de grande necessidade.  Medicamentos essenciais para até 20.000 pessoas foram fornecidos pelo UNICEF.

#### Em outro lugar
Autoridades foram enviadas para avaliar a extensão dos danos na África do Sul. No Zimbábue, suprimentos humanitários também precisavam ser distribuídos.